# Méthodologie politique
La méthodologie politique est un domaine de l'analyse politique consacré à l'application des méthodes quantitatives à la science politique. 
Aux États-Unis, la The Society for Political Methodology est une société savante consacrée à la méthodologie politique. Il existe aussi des revues spécialisées comme la revue Political Analysis.